# Abvolt
Abvolt (oznaka abV) (tudi absolutni volt) je enota za merjenje električne napetosti in potenciala v sistemu CGS. 
1 abV = 10-8 V (volt) v sistemu SI (10 nV)

## Definicija abvolta[1][2]
Med dvema točkana je potencialna razlika 1 abV, kadar potrebujemo za prenos naboja 1 abcoulomba med tema točkama delo 1 erg.
Potencialna razlika 1abV  poganja tok 1 abA (abamper) skozi upornost 1 abom (abom ali abohm)